# Francisco Furtado de Castro do Rio de Mendonça e Faro
Francisco Furtado de Castro do Rio de Mendonça e Faro (Lisboa, 11 de dezembro de 1780 — Lisboa, 11 de março de 1854), 7.º visconde de Barbacena e 2.º conde de Barbacena, foi um fidalgo da Casa Real, 11.º senhor da vila de Barbacena.

## Biografia
Acompanhou o pai a Minas Gerais, assentou praça de soldado no regimento de cavalaria dessa capitania em 1789. Regressando ao reino em 1797, deu baixa do exército ultramarino, e alistou-se no regimento de cavalaria do Mecklemburgo, no qual foi colocado como alferes agregado. Em 1801 fez a campanha como capitão. Quando terminou a guerra matriculou-se na Academia do Fortificação, onde fez um curso distinto, alcançando prémios em todos os anos. Sendo estudante, foi encarregado dalgumas comissões especiais, sendo uma delas a do apropriar a ordenança da cavalaria.
Quando o general francês Jean-Andoche Junot dissolveu o exército português, ficou encarregado da organização e instrução de alguns regimentos de cavalaria do sul do reino, e na Guerra Peninsular tomou parte muito activa; no recontro de Majalahonda a 11 de agosto de 1812 ficou ferido. Levado prisioneiro a Madrid, recebeu ali acolhimento do estado-maior do rei José Bonaparte. Lord Wellington pediu e obteve que o oficial voltasse para o reino. Barbacena foi dos oficiais que mereceram elogios de Beresford.
Terminada a campanha, voltou a Portugal com o posto de coronel, e embarcou depois para o Rio de Janeiro, onde foi promovido a general, nomeado inspector da cavalaria da província, veador da Fazenda da rainha D. Carlota Joaquina, e comendador da Ordem de Cristo pelos serviços prestados na meta contra os franceses. No acto da aclamação de el-rei D. João VI de Portugal, em 1816, serviu de alferes-mor, foi elevado a conde e agraciado com a grã-cruz da Ordem de Nossa Senhora da Conceição, e graduado em marechal de campo.
Em 1818 regressou a Portugal, e nos últimos dias de Agosto do 1820 foi encarregado pelos governadores do reino de comandar as forças que deviam combater a revolução liberal, que rebentara no Porto; como, porém, esse movimento tomou grandes proporções, estendendo-se pelas províncias, Barbacena, vendo que nada podia conseguir, pediu a exoneração do comando em que fora investido e recolheu-se à vida privada, conservando-se fora da política até à chegada do D. João VI a Lisboa, em Julho de 1821.
Nomeado ministro dos negócios estrangeiros, e sendo depois substituído por Silvestre Pinheiro Ferreira, ocupou novamente lugar de veador da rainha, até ao dia em que D. Carlota Joaquina foi deportada para o Ramalhão, depois dos sucessos políticos conhecidos pelo nome de Abrilada.
Nomeado em 10 de junho de 1823 chefe do estado-maior do infante D. Miguel, que na ocasião fora investido no comando em chefe do exército; conservando-se nesta comissão até Maio de 1824 quando, saindo do reino o infante, ficou extinto o comando em chefe, e a direção superior dos negócios militares passou para a secretaria da guerra.
Em Janeiro de 1825, sendo exonerado do cargo de Ministro da Guerra o conde de Subserra, foi Barbacena encarregado da pasta, que conservou até 1º de agosto de 1826, em que Saldanha o substituiu, pelo facto de se mostrar pouco afeiçoado à Carta Constitucional jurada no dia antecedente, 31.
Conservando-se fiel às ideias absolutistas, foi escolhido por D. Miguel, quando rebentou a revolução do Porto em 1828, para chefe do estado-maior general. Mais tarde, em vista dos revezes sofridos pelas tropas miguelistas, quando em Julho de 1838 veio para o Porto o general Bourmont, foi nomeado chefe do estado maior general em substituição de Barbacena, a quem conferiu a patente de marechal do exército.
Terminada a campanha, Barbacena pediu a demissão de oficial do exército, mantendo-se, porém, sempre fiel às suas crenças por que combatera no campo da batalha. No seu testamento deixou legado para a criação dum asilo para meninas desamparadas, na vila de Barbacena.
A 25 de agosto de 1854, cinco meses depois da sua morte, procedeu-se à trasladação do cadáver para o jazigo. Nas exéquias que então se celebraram, proferiu uma oração fúnebre Francisco Rafael da Silveira Malhão um dos mais distintos oradores sagrados do seu tempo.
O 2.º Conde de Barbacena, que não deixou descendência, foi o último deste título, desde então vacante.